# Benrus
Benrus — американська компанія з виготовлення годинників, заснована як майстерня з ремонту годинників у Нью-Йорку в 1921 американцем румунського походження Бенджаміном Лазрусом (Benjamin Lazrus) та двома його братами. Годинники Benrus десятиліттями носили військові США від Другої світової війни до В'єтнаму.

## Історія
У 1920-х компанія перейшла від ремонту годинників до виготовлення годинникових шаф та складання готових годинників із використанням імпортних внутрішніх компонентів із Швейцарії.
Під час Другої світової війни компанія припинила виробництво годинників і перейшла на виготовлення систем синхронізації (наприклад, запобіжників), що використовуються в боєприпасах.
У 1940-х і 1950-х випустив Sky Chief (хронограф), Dial-a-Rama і браслет-годинник Embraceable.
У 1960-х представила годинники з самозаведенням.
Продана Віктору Кіаму у 1967. Протягом наступних десяти років компанія конкурувала з недорогими японськими наручними годинниками, прийнявши стратегію диверсифікації військових годинників та біжутерії. Тим не менше, Benrus подав заяву про банкрутство в 1977 році. Внаслідок цього компанія уклала угоду про створення спільного з компанією Wells and Roka Watch. Після цього компанія продавала годинники під двома торговими назвами Benrus і Sovereign, що залежало від виплат роялті через спільне підприємство. У 1981 році Бенрус подав заяву про банкрутство через неплатежі за сплату роялті.
У 1984 компанія прийняла назву Wells-Benrus Corp.
Бренд Benrus був придбаний у компанії Wells-Benrus компанією Clinton Watch Company з Чикаго, яка перейменовувала свою діяльність на Benrus Watch Company. Власник Ірвінг Вайн розповсюдив дистрибуцію Benrus серед великих роздрібних торговців, таких як Walmart, Kmart, Sears, JC Penney. Бренд Benrus процвітав протягом 1980-х і 1990-х років, поки не був проданий Gruen Watch Co., яку незабаром придбав M.Z. Berger, імпортер годинників, який раніше придбав марки Elgin та Waltham.
У 2015 найняв модель Кемілл Костек, яка стала амбасадором бренду в процесі їхнього переходу в повноцінну компанію із стилю життя (lifestyle).